# Besné
Besné är en kommun i departementet Loire-Atlantique i regionen Pays de la Loire i nordvästra Frankrike. Kommunen ligger i kantonen Pontchâteau som tillhör arrondissementet Saint-Nazaire. År 2022 hade Besné 3 317 invånare.

## Befolkningsutveckling
Antalet invånare i kommunen Besné
| Referens: INSEE |